# Вук Врчевич
Вук Врчевич (сербохорв. Вук Врчевић; 26 лютого 1811, Різан, Монархія Габсбургів (сьогодні Чорногорія) — 13 серпня 1882 року, Дубровник) — чорногорський серб, колекціонер ліричної поезії та супутник Вука Караджича, знаменитого мовознавця та реформатора сербської мови. Він також переклав на сербську мову поетичний твір «П'єтро Антоніо Доменіко Трапессі», більш відомий за псевдонімом Метастасіо (1698—1782).

## Біографія
Вук Врчевич народився 26 лютого 1811 року в Різані в Которській бухті в родині сербського походження. Його батьки виявилися у складних життєвих обставинах, і він здобув освіту самотужки. Вук змалечку розвивав схильність до вивчення мов, ознайомившись не лише зі старослов'янською, російською та грецькою, а й з турецькою, латиною, італійською, французькою та німецькою мовами. Він  опановував усі мови, якими розмовляли іноземні окупанти його сербської батьківщини на ранніх етапах 19 століття. Коли йому було двадцять років, батько, шановний  шкільний вчитель, раптово помер у 1831 році, залишивши під опікою дружини  13 дітей. Того ж року всі вони переїхали до Будви, де першою роботою Врчевича була служба агентом торгової компанії у купецькому офісі. У 1835 році Вук Стефанович Караджич у той час жив у сусідньому Которі. Саме там Врчевич вперше зустрітися  з ним  і став його довічним співробітником у зборі національних народних пісень та казок. Разом із Вуком Поповичем він збирав фольклор у Герцеговині та Чорногорії.
Наступні шість років Врчевич продовжував працювати для буддиських торговців, а також співпрацював з Караджичем. У 1841 році вирішив стати державним службовцем у Будві і одружився з дівчиною з Котора. Революційний рух 1848 року певним чином позначив Боку Которську. Врчевич був змушений залишити свою посаду, і   став перекладачем у трибуналі в Которі. Кар'єра Вречевича повернулася майже випадково; його  голос здобув йому місце в домоволодінні Данила I, князя Чорногорії в 1852 році. Він уже мав певну репутацію латиніста і був обраний для навчання Данила, племінника Петра II Петровича-Йогошо, італійської, тоді важливої мови в окупованому Венецією сербськомовному Адріатичному регіоні. Князь одразу взяв його та його дружину і дітей під свій захист. Але ця ідилічна ситуація залишалася недовго.  Вторгнення Австрії в Чорногорію стало неминучим, і Врчевич вирішив залишити Цетинє, Задар, столицю Далмації. Перед тим  князь виявив до Врчевича прихильність, нагородив його військовим орденом Незалежності Чорногорії (Орденом князя Данила I). Після приїзду в Задар він отримав зустріч у мерії, канцелярії, яка пропонувала більш солідні перспективи. Наступні п'ять років він наполегливо працював, і зір почав псуватися. Під впливом австрійського барона Лазара Мамули (1795—1878), тодішнього губернатора Далмації (1850—1868) Врчевич був у 1861 році призначений австрійським віцеконсулом у Требіньє в Герцеговині. У 1852 році розпочалось повстання під керівництвом Лука Вукаловича. Врічевич міг зрозуміти з таємних офіційних відправлень та з власних особистих контактів, що інцидент рано чи пізно повинен мати наслідки. Решту життя Врчевич провів у віцеконсульському офісі в Требіньє. Помер у Дубровнику 13 серпня 1882 року.
Він був ушанований особливого визнання від Сербського вченого товариства (індукований 21 січня 1868 р.) І був особистим фаворитом і королівським історіографом.

## Робота та спадщина
Свою літературну кар'єру Врчевич розпочав, опублікувавши у 1839 році переклади з поетичного твору італійського поета П'єтро Антоніо Доменіко Трапассі. Пісні про Вознесіння («Спасовські песні») зникли досить рано. Вук Врчевич зумів записати збережені залишки давньої традиції, перебуваючи в Чорногорії (Будва), і надіслав їх Вуку Караджичу, який включив їх до вже завершеного тексту свого першого тому народних пісень. У той час комічні казки нехтували єдиною причиною того, що такі казки не підсилювали еволюцію міфологічних сюжетів, а часто називали «відмовою від золотої традиції». як обидві речі однаково важкі. " Зрештою, вони прийшли виразити глибоке серце сербської нації, через століття бурхливості та неприємностей. У 1866 році в Требіньє, Герцеговина, він написав «Сербські народні пісні у Герцеговині» (Сербські національні поеми) та «Тужбаліце». Дві його книги були опубліковані в 1868 році «Сербським науковим товариством» в Белграді: «Сербські народні казки, короткі та жартівливі» та «Народні ігри». У 1870 році в Белграді було видано ще дві книги того ж товариства: «Героїчні поеми» та «Національні прислів'я»). Він опублікував у Белграді багато сербських перекладів іноземних творів, але його головною славою була збірка національних пісень, яку він надіслав Вуку Караджичу для публікації у Відні.